# Lasalle (gemeente)
Lasalle is een gemeente in het Franse departement Gard (regio Occitanie). De plaats maakt deel uit van het arrondissement Le Vigan. Lasalle telde op 1 januari 2022 1.166 inwoners.

## Geografie
De oppervlakte van Lasalle bedroeg op 1 januari 2022 10,1 vierkante kilometer; de bevolkingsdichtheid was toen 115,4 inwoners per km².

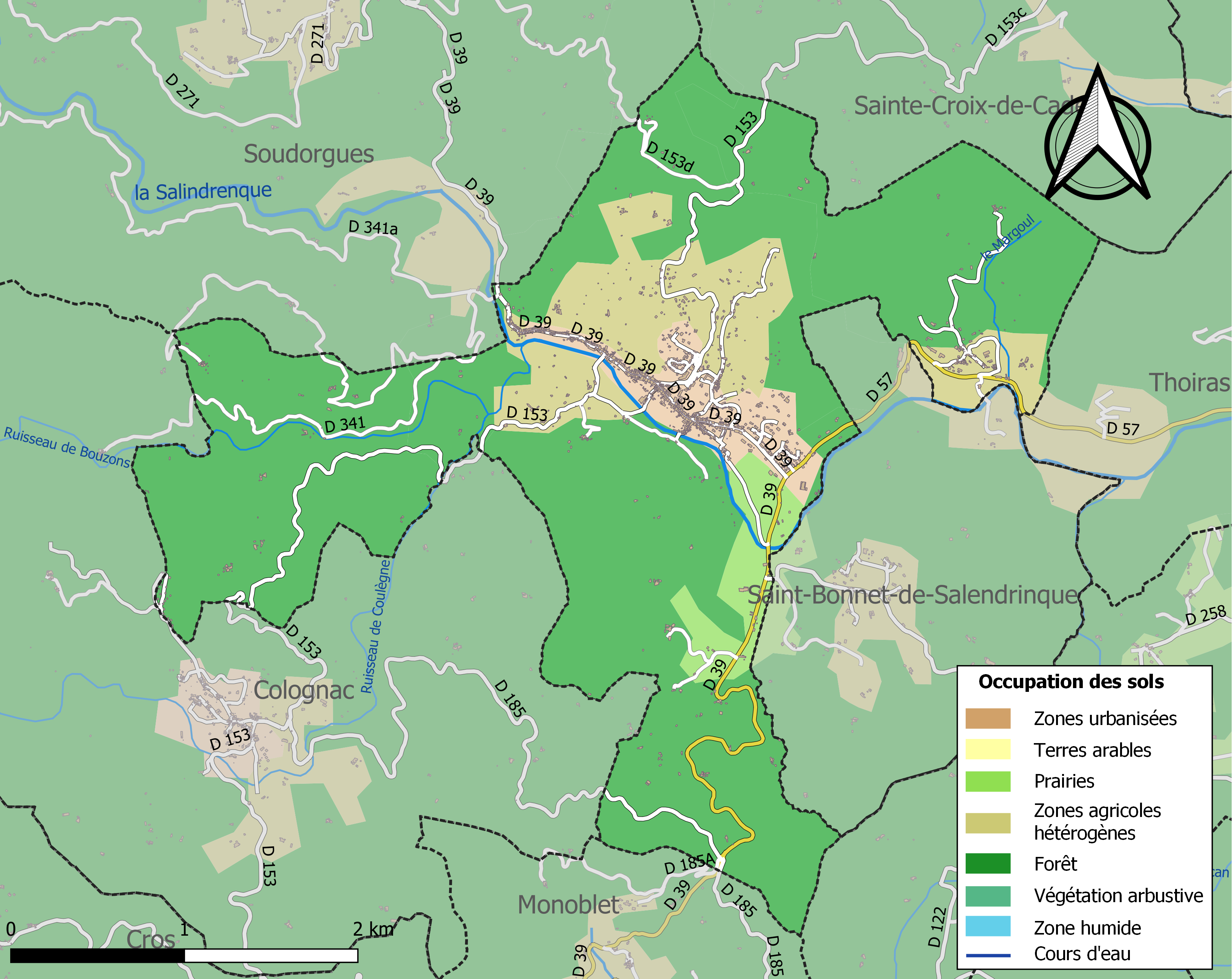
Kaart van de gemeente met belangrijkste infrastructuur, bodemgebruik en omliggende gemeenten

## Demografie
Onderstaande figuur toont het verloop van het inwonertal (bron: INSEE-tellingen).

## Geboren in Lasalle
- Pierre Bost (1901-1975), scenarist en schrijver